# Seine-et-Marne
Seine-et-Marne är ett franskt departement. Det utgör den östra halvan av regionen Île-de-France och har fått sitt namn från floderna Seine och Marne. Departementet skapades under franska revolutionen av en del av den gamla provinsen Île-de-France.
Seine-et-Marne omges av departementen Val-d'Oise, Seine-Saint-Denis, Val-de-Marne och Essonne i väster, Loiret och Yonne i söder, Aube och Marne i öster, samt Aisne och Oise i norr. Viktiga städer är Chelles, Pontault-Combault, Lagny-sur-Marne, Meaux, Coulommiers, Nemours, Melun, Montereau-Fault-Yonne, Brie-Comte-Robert, samt Villes nouvelles Marne-la-Vallée och Sénart. Den högsta punkten i departementet är Butte Saint-Georges, 215 meter över havet. Stora delar av Seine-et-Marne är jordbruksmark, med spannmål och sockerbetor som huvudsakliga grödor, medan den västra delen är en del av Paris storstadsområde.
Disneyland Resort Paris ligger i departementet.